# Жанааул (Щербактинский район)
Жанааул (каз. Жаңаауыл) — село в Щербактинском районе Павлодарской области Казахстана. Входит в состав Александровского сельского округа. Код КАТО — 556833200.

## Население
В 1999 году численность населения села составляла 824 человека (412 мужчин и 412 женщин). По данным переписи 2009 года, в селе проживало 802 человека (422 мужчины и 380 женщин).